# Tempel des Schlafenden Buddha (Peking)

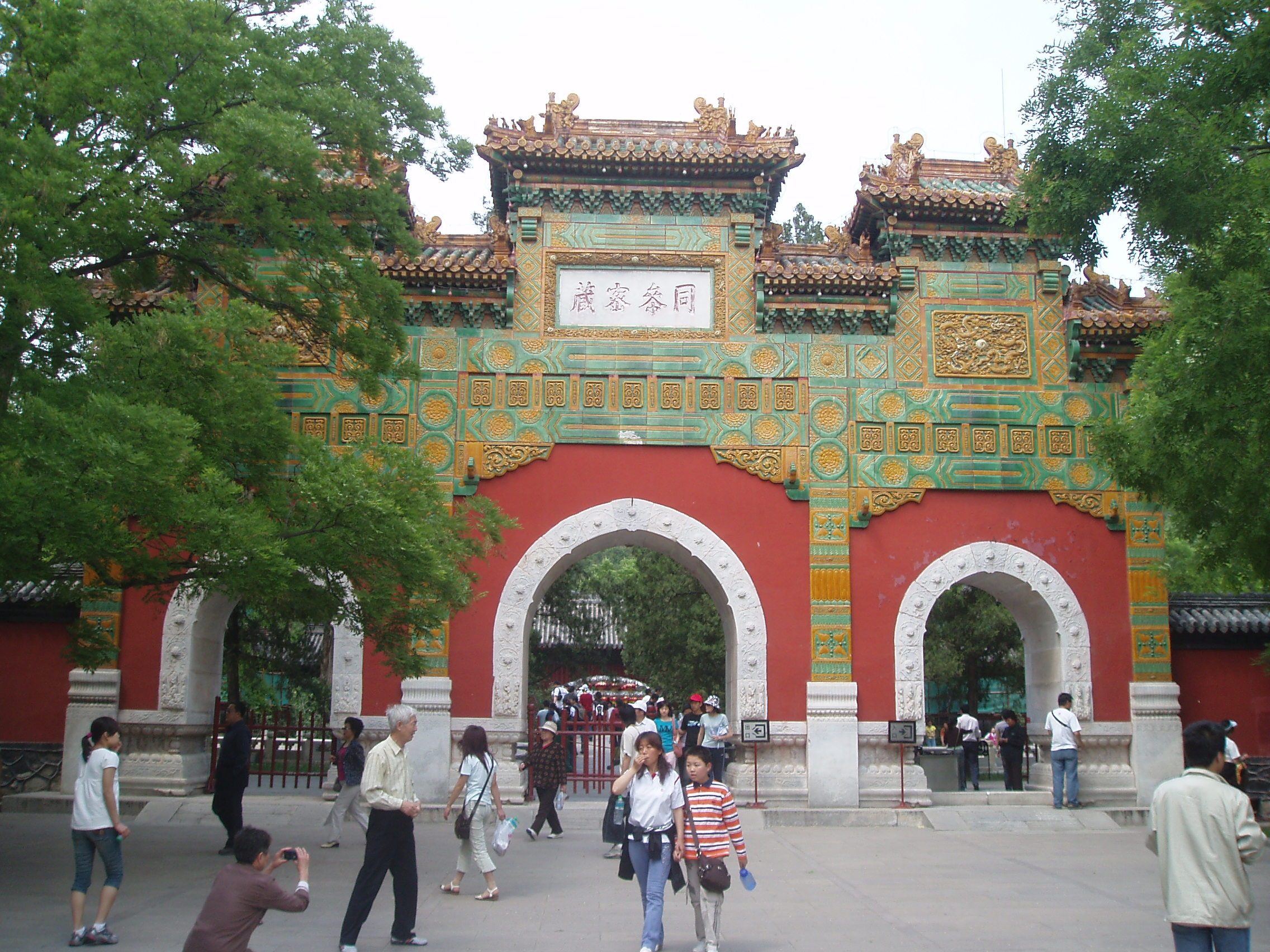
Haupttor des Wofo-Tempels

Der Shifangpujue-Tempel (十方普觉寺,  Shífāng pǔjué sì) oder Wofo-Tempel bzw. Tempel des Schlafenden Buddha (chinesisch 卧佛寺 / 卧佛寺, Pinyin Wòfó Sì) ist ein buddhistischer Tempel im  Pekinger Botanischen Garten, ca. zwanzig Kilometer vom Zentrum entfernt. Der Tempel ist für seine große bronzene Statue des Schlafenden Buddha aus dem Jahr 1321 bekannt, weshalb er im Volksmund Tempel des Schlafenden Buddha genannt wird.
Der Tempel steht seit 2001 auf der Liste der Denkmäler der Volksrepublik China (5-205).